# آرثر كيمب
آرثر كيمب (1 أغسطس 1863 - 14 فبراير 1940) (بالإنجليزية: Arthur Kemp)‏ هو لاعب كريكت بريطاني (وحمل سابقاً جنسية المملكة المتحدة لبريطانيا العظمى وأيرلندا).

## وصلات خارجية
- آرثر كيمب على موقع إي آس بي آن كريك إنفو (الإنجليزية)